# Slaget vid Leuthen
Slaget vid Leuthen var ett fältslag under sjuårskriget. Det utkämpades den 5 december 1757 vid byn Leuthen väster om Breslau i Schlesien mellan en preussisk armé på 35 000 man ledd av Fredrik II av Preussen och en dubbelt så stark österrikisk under befäl av Karl Alexander av Lothringen.
Fredrik II använde "den sneda slagordningen" och angrep österrikarnas västra flank. Efter en lång och blodig infanteristrid fällde ett preussiskt kavallerianfall det slutgiltiga avgörandet. Preussarna förlorade omkring 6 400 man och österrikarna 22 000. Efter nederlaget utrymde österrikarna Schlesien.